# Mole-Nationalpark

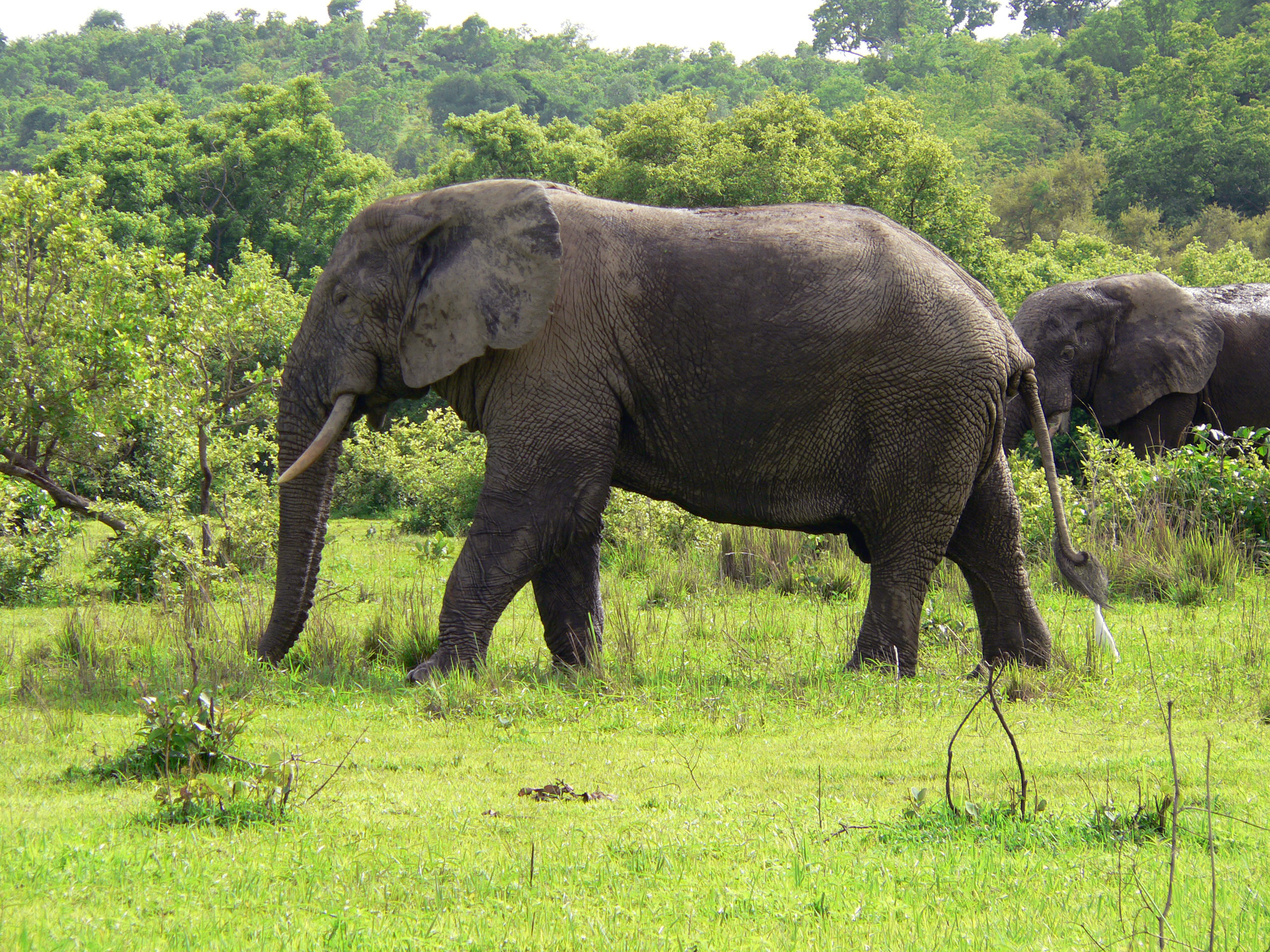
Elefant im Mole-Nationalpark

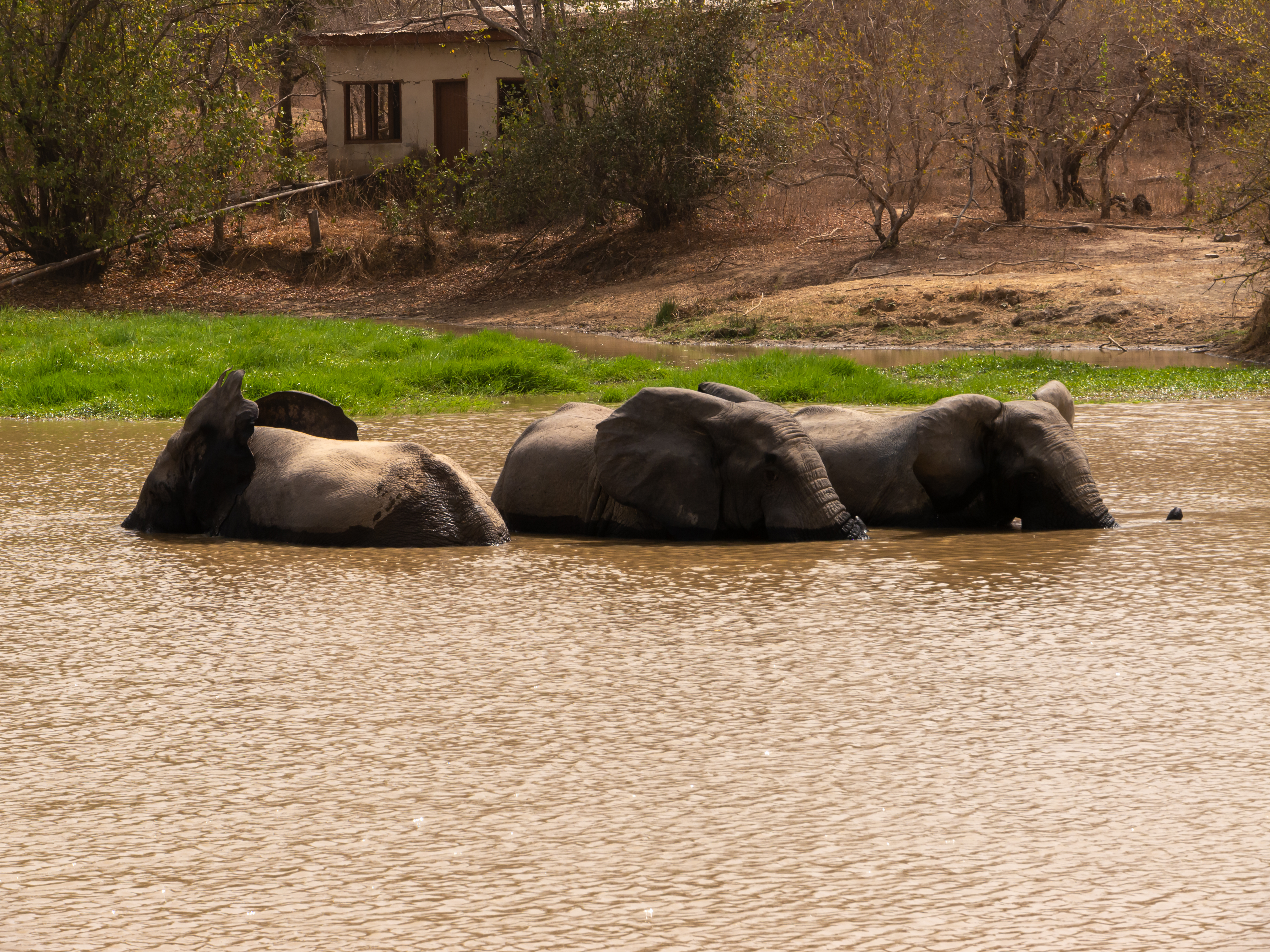
Elefanten an der Wasserstelle

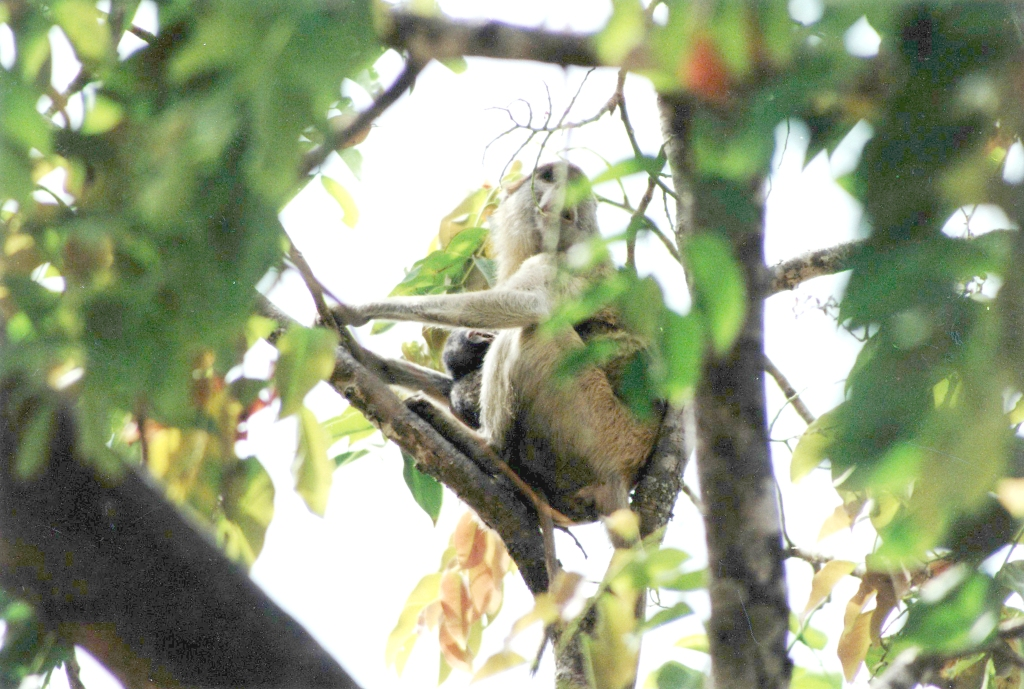
Affenmutter

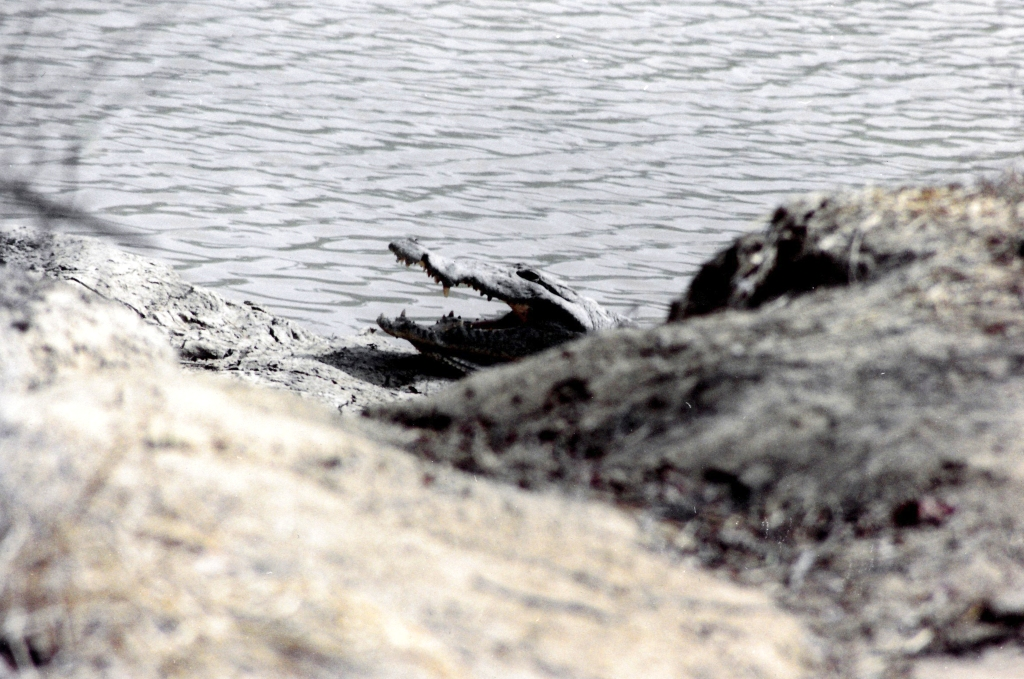
Krokodil an der Wasserstelle

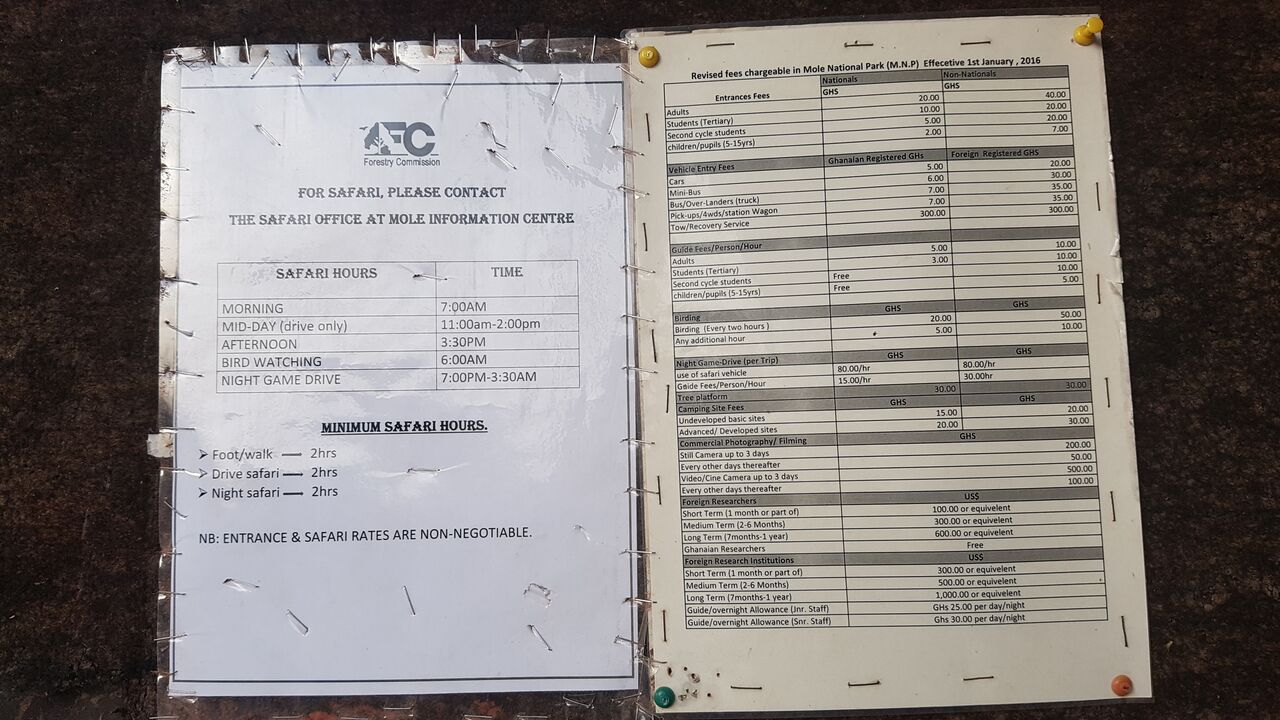
Mole Nationalpark Gebühren und Aktivitäten Frühjahr 2018

Der Mole-Nationalpark (englisch Mole National Park) ist ein Nationalpark in Ghana, der 1971 als erstes Tierreservat des Landes gegründet wurde. Mit 4840 km² ist er vor dem Digya-Nationalpark der größte Nationalpark Ghanas. Der Mole-Nationalpark liegt im Nordwesten des Landes größtenteils in der Savannah Region, die im Vergleich zu den Küstengebieten Ghanas touristisch etwas schlechter erschlossen ist.

## Geographie
Bei einer Meereshöhe von 100 bis 500 Metern sind Baumsavanne und Galeriewälder entlang der Flüsse typisch. Der Jahresniederschlag beträgt 1000 mm, Wasser ist während des ganzen Jahres – auch in den heißen Monaten März und April – verfügbar. Er wird vom Fluss Mole durchzogen. Die Nordgrenze wird von Unterlauf des Kulpawn gebildet.

## Fauna, Flora und Management
Der Mole-Nationalpark beheimatet 93 Tierarten, unter denen sich Reptilien (33 Arten) und Amphibien (9 Arten), einige Affenarten und wenige Elefanten befinden. Auffällig artenreich ist die Raubtierbesiedlung mit Löwen, Leoparden, Streifenschakalen, Hyänenhunden und Hyänen. Neben Büffeln, Kobantilopen, Busch- und Wasserböcken gibt es Pferdeantilopen und Riedböcke. Daneben sind etwa 300 verschiedene Vogelarten im Park zu finden, die zu etwas mehr als der Hälfte aus Zugvögeln bestehen. So finden sich hier beispielsweise in der trockenen Jahreszeit in größerer Zahl Graukopfsperlinge ein.
Löwen gelten im Park mittlerweile als sehr selten oder beinahe ausgestorben. Allerdings ist das für Safaris erschlossene Gebiet des Parks sehr klein. Neben Elefanten gibt es noch eine größere Büffelherde im Park. Hyänen sind nachts gelegentlich zu hören. Auch soll es Leoparden geben. Zu den Affenarten gehören Paviane, die westliche Grünmeerkatze und Husarenaffen. Zu den Antilopenarten gehören die größeren Arten Wasserbock, Pferdeantilope, Buschbock, Grasantilopen, Kuhantilopen sowie die kleine Antilopenart der Ducker.
Der Parkeintritt ist Touristen gebührenpflichtig. Es sind Lodges für Touristen vorhanden und es werden geführte Touren angeboten. Bei allen Aktivitäten ist ein Ranger dabei. Im Park befindet sich eine kleine Siedlung mit Schule und Krankenstation.

## Einzelbelege
1. ↑  UNESCO World Heritage Centre: Mole National Park, abgerufen am 30. Juli 2013.
2. ↑  C. Hilary Fry und Stuart Keith (Hrsg.): The Birds of Africa – Volume VII. Christopher Helm, London 2004, ISBN 0-7136-6531-9, S. 4
3. ↑  A. Cole Burton, Eric B. Buedi, Cletus Balangtaa, David G. Kpelle, Moses K. Sam, Justin S. Brashares: The decline of lions in Ghana’s Mole National Park, African Journal of Ecology, 2010. doi:10.1111/j.1365-2028.2010.01234.x.